# Palmitas
Palmitas ist eine Stadt in Uruguay.

## Geographie
Sie befindet sich im Westen Uruguays auf dem Gebiet des Departamento Soriano in dessen Sektoren 7 und 8. Sie liegt nordwestlich von Risso und Egaña. Einige Kilometer südlich verläuft der Arroyo del Águila, dessen rechtsseitige Nebenflüsse Ñandubay und del Cerro westlich bzw. östlich der Stadt entspringen. Unweit südlich der Stadt hat der Arroyo de las Palmitas seine Quelle, nordöstlich ist der Cerro de los Ladrones gelegen.

## Geschichte
Am 6. November 1953 wurde Palmitas durch das Gesetz Nr. 12.021 in die Kategorie „Pueblo“ eingestuft.

## Infrastruktur
Durch Palmitas führen die Straßen Rutas 2 und 105.

## Einwohner
Palmitas hatte bei der Volkszählung im Jahre 2004 1.954 Einwohner.
| Jahr | Einwohner |
| ---- | --------- |
| 1963 | 1.288     |
| 1975 | 1.332     |
| 1985 | 1.531     |
| 1996 | 1.774     |
| 2004 | 1.954     |

Quelle: Instituto Nacional de Estadística de Uruguay